# Sultan ibn Abd al-Aziz

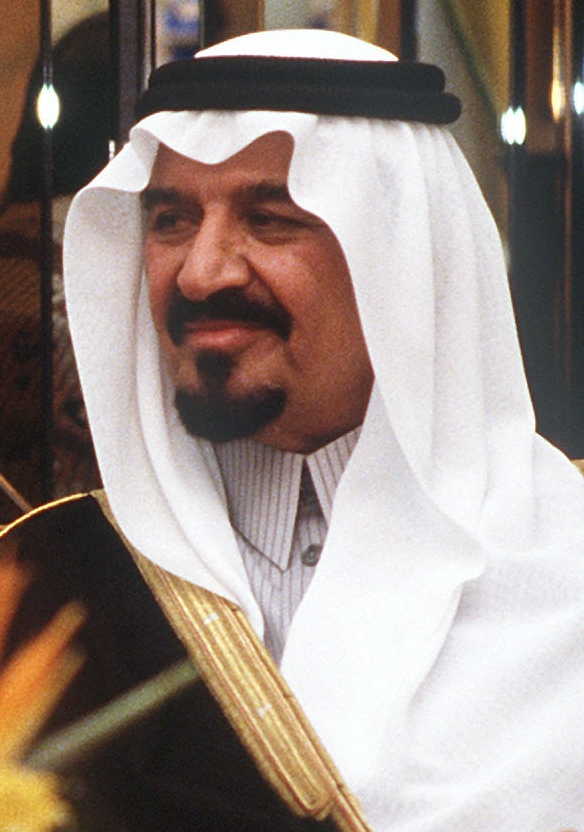
Sultan ibn Abd al-Aziz

Prinz Sultan bin Abdulaziz Al Saud (arabisch سلطان بن عبد العزيز آل سعود, DMG Sulṭān b. ʿAbd al-ʿAzīz Āl Saʿūd; * 5. Januar 1928 (nach anderen Angaben 1922, 1924) in Riad; † 22. Oktober 2011 in New York) war der Kronprinz von Saudi-Arabien, erster stellvertretender Premierminister des Landes, Minister für Verteidigung und zivile Luftfahrt sowie Generalinspekteur des Königreichs.

## Privatleben
Sultan war der 18. von 45 Söhnen des Staatsgründers König Abd al-Aziz ibn Saud in der offiziellen Geburtsfolge (siehe Politisches System Saudi-Arabiens). Er erhielt seine frühe Erziehung in Religion (durch ʿUlamā'), moderner Kultur und Diplomatie gemeinsam mit seinen Brüdern am Königshof.
Prinz Sultan gehörte zu den Sudairi-Sieben, der machtvollen Gruppe innerhalb des Königshauses von sieben Vollgeschwistern und Kindern von König ibn Saud und seiner Lieblingsfrau Hussa Al Sudairi. Prinz Naif, der Innenminister Saudi-Arabiens, und Prinz Salman, der frühere Gouverneur von Riad und seit November 2011 Nachfolger Sultans als Verteidigungsminister, gehören ebenfalls zu den Sudairi-Sieben. Sultans Sohn, Prinz Bandar, war von 1983 bis zum Tod König Fahds 2005 saudischer Botschafter in den Vereinigten Staaten. Prinz Khalid, ein weiterer Sohn, war stellvertretender Verteidigungsminister und ein namhafter saudischer General im Zweiten Golfkrieg 1991. Sein Sohn Badr wurde stellvertretender Gouverneur Mekkas. Ein anderer Sohn, Fahd, ist Gouverneur der Provinz Tabuk.
Obwohl offiziell in den letzten Jahren als konservative Persönlichkeit innerhalb seiner Familie beschrieben, unterstützte der Kronprinz zuletzt öffentlich den Reformprozess seines älteren Halbbruders König Abdullah. Beide verstanden sich nach Berichten von Beobachtern sehr gut miteinander und ergänzten sich gegenseitig. Kronprinz Sultan konferierte täglich mit dem König und war bei fast allen offiziellen Anlässen König Abdullahs zugegen.

### Krankheit
2004 unterzog sich Prinz Sultan einer Krebsoperation.
Im April 2008 musste sich Kronprinz Sultan von Agadir aus zur medizinischen Behandlung nach Genf ins Krankenhaus begeben. Im November 2008 begab sich Kronprinz Sultan nach New York zur medizinischen Behandlung. Der Krankenhausaufenthalt dauerte mit Unterbrechung bis April 2009. Es folgte eine lange Rehabilitationszeit bis Dezember 2009 in seinem Urlaubsdomizil im marokkanischen Agadir. Kronprinz Sultan war nach inoffiziellen Quellen schwer krank. Es wurde vermutet, dass er seit 2005 an Darmkrebs litt. Offizielle Mitteilungen zu seinem Gesundheitszustand gab es nicht.
Er verstarb am 22. Oktober 2011 in New York.

## Politik
König ibn Saud ernannte Sultan am 2. Juni 1947 zum Gouverneur (Emir) der Provinz der Hauptstadt Riad.

### Minister

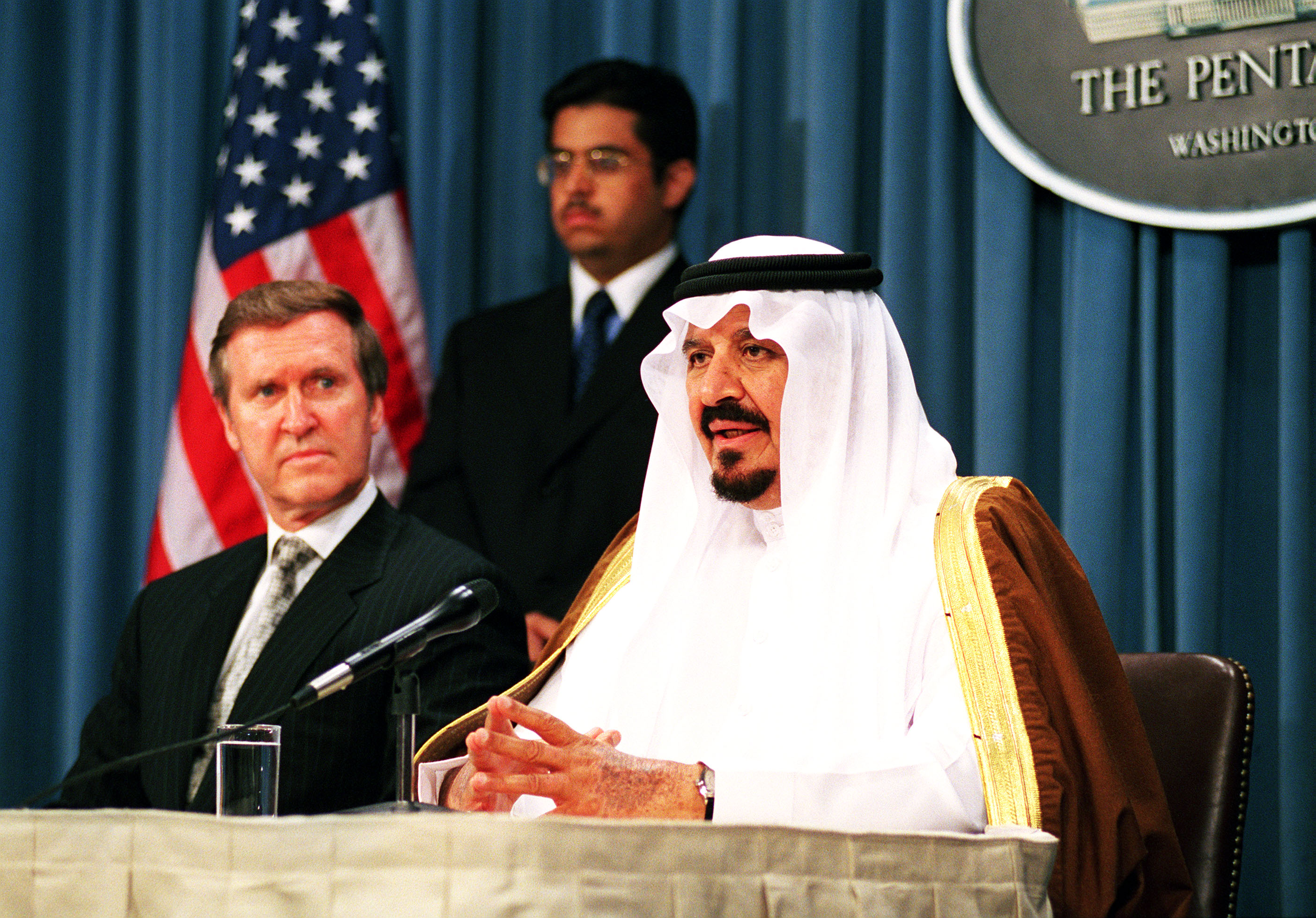
Prinz Sultan bei einem Besuch in den Vereinigten Staaten mit US-Verteidigungsminister William Cohen (1999)

Nach dem Tod König ibn Sauds wurde er im ersten Ministerrat des Landes vom 24. Dezember 1953 Minister für Landwirtschaft und am 5. November 1955 Minister für Verkehr und Kommunikation. Während seiner Zeit als Minister beaufsichtigte er den Bau einer Eisenbahnverbindung zwischen Riad und Dammam, an der Küste des persischen Golfs, im erdölreichen Osten des Landes, sowie den Bau von Straßen und Verkehrslinien.
Er war seit dem 21. Oktober 1962 Minister für Verteidigung und zivile Luftfahrt und Generalinspekteur. In dieser Funktion stattete er die Armee des Königreichs durch Waffengeschäfte mit den Vereinigten Staaten und Großbritannien zu modernen und gut gerüsteten Streitkräften aus. 2004 bestand die Armee aus 124.500 Mann. Ein Großteil von Prinz Sultans Wohlstand soll aus Provisionen staatlicher Waffengeschäfte kommen.
Im Juli 1982 wurde er von seinem Vollbruder, dem damals neuen König Fahd, zum Zweiten stellvertretenden Premierminister ernannt, ein Amt, das sowohl Fahd als auch sein Nachfolger König Abdullah innehatten, bevor sie Kronprinz wurden.

### 11. September 2001
Nach den Terroranschlägen am 11. September 2001 untersagte Prinz Sultan den Vereinigten Staaten die Nutzung saudischer Militärstützpunkte für militärische Angriffe auf Afghanistan. In einem Gespräch mit der staatlichen Zeitung Okaz am 30. September 2001 (am 1. Oktober in der Washington Post) sagte er, seine Regierung werde in ihrem Land keinen einzigen Soldaten dulden, der Muslime oder Araber angreifen würde. Nach dem Irakkrieg erlaubte die Regierung den alliierten Truppen jedoch, zumindest drei ihrer Luftwaffenstützpunkte zu nutzen.
Am 15. August 2002 gehörte er neben Prinz Turki ibn Faisal und Prinz Mohammed ibn Faisal zu den drei saudischen Prinzen, die von Familienangehörigen der Opfer des 11. Septembers angeklagt wurden, angeblich die terroristischen Attacken durch Spenden an Al-Qaida-nahe Wohltätigkeitsorganisationen mitfinanziert zu haben.

### Kronprinz
Am 1. August 2005, nach Fahds Tod, wurde Prinz Sultan neuer Kronprinz, obwohl ihm nachgesagt wurde, mit dem neuen König Abdullah schlecht auszukommen („to get on very badly“).
Kronprinz Sultan galt als die wichtigste Person seiner Familie, die die Freundschaft zum Westen, insbesondere zu den Vereinigten Staaten, förderte. Durch seine enge Kooperation mit den Vereinigten Staaten und durch immense Waffenkäufe, an denen er hohe Summen verdient hat, galt er als eine der am meisten – und zunehmend – von der saudischen Opposition kritisierten Personen seiner Familie.

## Ämter
Prinz Sultan war Aufsichtsratsvorsitzender der nationalen saudischen Fluggesellschaft Saudi Arabian Airlines und baute ihre Flotte aus. Die international tätige Fluggesellschaft wickelt einen Großteil der jährlich stattfindenden Pilgerreisen nach Mekka und Medina ab.
1986 gründete Sultan die Commission for Wildlife Conservation and Development, um den Schutz der einheimischen Wildtiere zu fördern, und war einer der Direktoren.
1994 wurde der Hohe Rat für islamische Angelegenheiten zur Überwachung islamischer Angelegenheiten in Erziehung, Wirtschaft und Außenpolitik gegründet, dessen Vorsitzender Prinz Sultan war.
Prinz Sultan war unter anderem:
- Stellvertretender Vorsitzender der nationalen Wissenschaftsorganisation King Abdulaziz City for Science and Technology.[11]
- Vorsitzender der Supreme Commission for Tourism (SCT) zur Förderung des Tourismus in Saudi-Arabien.[12]
- Zweiter Vizepräsident im Hohen Rat für Petroleum und Mineralien und Vizepräsident im Hohen Rat für Wirtschaft.[13]

## Familie
Prinz Sultan ist Vater von 18 Töchtern und 19 Söhnen, die von mindestens sechs verschiedenen Müttern sind. Mit der sudanesischen Sklavin Kaziran hatte er einen Sohn, Bandar, zu dem er sich erst auf Initiative seines Halbbruders König Faysal bekannte. Dieser war von 1983 bis 2006 Botschafter in den USA und heiratete Haifa bint Faysal, eine Tochter König Faysals. Deren Tochter Reema ist Botschafterin in den USA und deren Sohn, Khalid, ist Botschafter in Großbritannien. Ein anderer Sohn, Salman, ist Gouverneur der Provinz Medina.
Eine Ehefrau von Sultan war Munira Al Saud, die aus dem Jiluwi-Zweig der saudischen Königsfamilie stammt. Sie war die Mutter von Fahd bin Sultan, Gouverneur der Provinz Tabuk, und Khalid bin Sultan, ehemaliger stellvertretender Verteidigungsminister. Zu Khalids Söhnen gehören unter anderem Abdullah, der saudische Botschafter in Deutschland, und Faisal, der Gouverneur der Provinz al-Hudud asch-schamaliyya.
Prinz Sultans Tochter Reema, deren Mutter eine andere seiner Ehefrauen ist, ist mit ihrem Cousin, dem ehemaligen Kronprinzen Mohammed bin Naif, verheiratet. Sultans Sohn Badr ist Vizegouverneur der Provinz Mekka.

## Sonstiges
Am 21. Oktober 2002 verkündete Prinz Sultan in Riad, dass Nominierungen für einen neuen globalen Preis angenommen werden, der alle zwei Jahre verliehen wird: der „Prince Sultan Bin Abdulaziz International Prize for Water“. Der Preis wird in vier Kategorien, Oberflächenwasser, Grundwasser, Alternative Wasserressourcen sowie Wasserwirtschaft und -schutz verliehen und ist jeweils mit $133.000,- dotiert. Zusätzlich wird ein mit $266.000,- dotierter „Creativity Price“ verliehen.